# Козлов, Виктор Андреевич
Виктор Андреевич Козлов (18 апреля 1932, Киев — 20 июля 2020, Екатеринбург) — советский и российский хирург, лауреат Государственной премии СССР, доктор медицинских наук, профессор кафедры хирургических болезней и сердечно-сосудистой хирургии УГМУ.

## Биография
Родился 18 апреля 1932 года в Киеве.
В 1956 году с отличием окончил Свердловский медицинский институт. В течение 6 лет работал врачом-хирургом в Свердловской ГКБ № 1. Первым результатом работы стала защита кандидатской диссертации.
В 1975 году защитил докторскую диссертацию на тему «Диагностика и лечение хронического панкреатита».
В 1978 году возглавил кафедру факультетской хирургии Свердловского государственного мединститута. Длительное время являлся председателем диссертационного Учёного совета и учёного совета Министерства здравоохранения Свердловской области, советником ТФОМС, членом лицензионно-аккредитационной комиссии, президентом Академии прикладной медицины, председателем ассоциации хирургов Екатеринбурга и Свердловской области.
Уделял большое внимание разработке методов диагностики и лечения острого и хронического панкреатита. В Екатеринбурге на базе ЦГКБ № 1 организовал специализированный городской «Центр экспериментальной и клинической хирургии», где ввёл в практику ряд уникальных методов диагностики и лечения заболеваний органов брюшной полости.
В 1985 году удостоен Государственной премии СССР за разработку методов лечения заболеваний поджелудочной железы.
Автор более 200 научных работ и 15 патентов, был руководителем 42 кандидатских и докторских диссертаций. Разработал и внедрил в практику оригинальные диагностические и лечебные методы в хирургической панкреатологии (реография поджелудочной железы, абдоминальная и локальная гипотермия поджелудочной железы), предложил метод этапных программированных санаций сальниковой сумки через бурсооментостому при некротическом панкреатите. Впервые на Урале выполнил диагностическую лапароскопию. Многие из методов, предложенных профессором Козловым, широко применяются не только в клиниках России, но и за рубежом.
Скончался 20 июля 2020 года в Екатеринбурге. Похоронен на Сибирском кладбище.